# Міхеєв Михайло Дмитрович

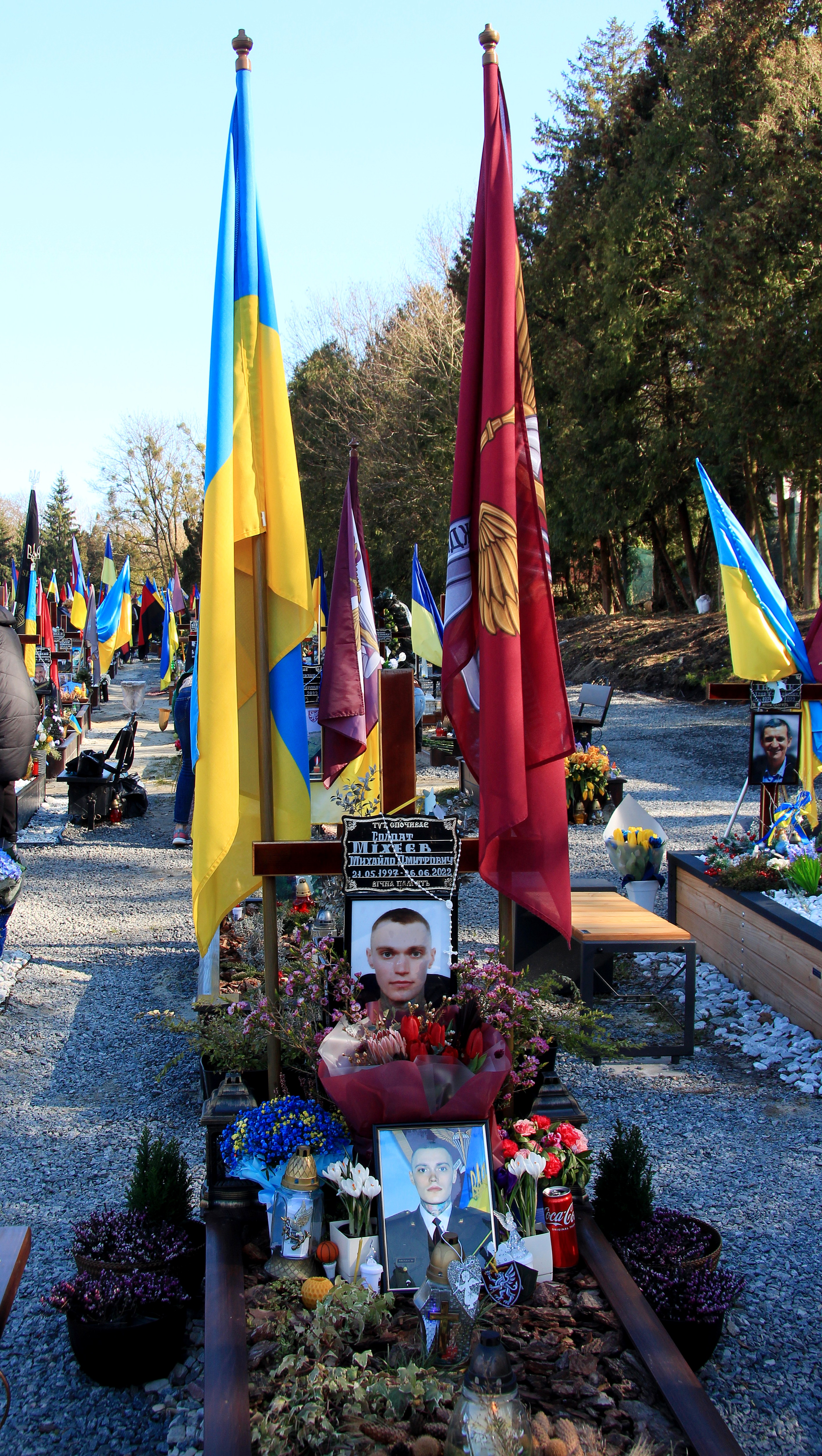

Миха́йло Дми́трович Міхе́єв (позивний «Монтана»; 21 травня 1997, м. Львів — 26 червня 2022, біля с. Богородичне, Донецька область) — український спортсмен, військовослужбовець, солдат 80 ОДШБр Збройних сил України, учасник російсько-української війни. Кавалер ордена «За мужність» III ступеня (2022, посмертно).

## Життєпис
Михайло Міхеєв народився 21 травня 1997 року у Львові.
Закінчив середню загальноосвітню школу № 50 та Міжрегіональне вище професійне училище зв'язку м. Львова. У 2017 році вступив до Інституту телекомунікацій, радіоелектроніки та електронної техніки Національного університету «Львівська політехніка».
Захоплювався спортом, зокрема, баскетболом.
Після проходження військового навчання в 169-му навчальному центрі «Десна», служив у складі 540-го зенітного ракетного полку. У січні 2020 році перевівся до лав 80-ї окремої десантно-штурмової бригади. Учасник ООС на території Луганщини.
На момент початку повномасштабного російського вторгнення служив у Чорнобилі. Потім брав участь в боях за Гостомель, Бородянку, Ірпінь та Бучу, де отримав поранення. Після реабілітації Михайла направлено на Донеччину. Загинув 26 червня 2022 року біля с. Богородичне на Донеччині.
Похований 30 червня 2022 року на Личаківському цвинтарі.
Залишилися мама, бабуся та наречена.

## Нагороди
- орден «За мужність» III ступеня (4 серпня 2022, посмертно) — за особисту мужність і самовіддані дії, виявлені у захисті державного суверенітету та територіальної цілісності України, вірність військовій присязі[1].